# フランシス・フォード・コッポラ
フランシス・フォード・コッポラ（Francis Ford Coppola、1939年4月7日 - ）は、アメリカ合衆国の映画監督、映画プロデューサー、脚本家、実業家。
映画史上最高傑作といわれる『ゴッドファーザー』を監督した。巨額の負債を一時は負いながら果敢に様々な事業展開、映画制作を続け、ブームや名作を作り大きな興行成績、収益を収めスターを輩出して来た。アカデミー賞5回、ゴールデングローブ賞6回、パルムドール2回、英国アカデミー賞1回を受賞。
妹はロッキーシリーズでロッキーの妻エイドリアン役で有名な女優タリア・シャイア。娘は映画監督のソフィア・コッポラ、息子は映画監督のロマン・コッポラ。甥は俳優のニコラス・ケイジ（フランシスの兄オーガストの子）、ジェイソン・シュワルツマン（タリア・シャイアの子）。

## 来歴
祖父はイタリア人で、南イタリアの町ベルナルダ出身。1904年にアメリカに移住した。父は元NBC交響楽団のフルート奏者で作曲家のカーマイン・コッポラ。
コッポラはデトロイト出身、ニューヨーク郊外で育った。ホフストラ大学で演劇を学ぶ傍ら、セルゲイ・エイゼンシュテインの作品を研究する。カリフォルニア大学ロサンゼルス校（UCLA）で学び、在学中からピンク映画や恐怖映画の演出を手がける。
ロジャー・コーマンのもとで低予算映画の監督としてキャリアをスタートし、『大人になれば…』ではジェラルディン・ペイジにアカデミー助演女優賞ノミネートをもたらす。また『雨のニューオリンズ』（1965年）、『パリは燃えているか』（1966年）、『禁じられた情事の森』（1967年、クレジットなし）などの作品では脚本を執筆。『パットン大戦車軍団』（1970年）ではアカデミー脚本賞を受賞した。
1969年11月19日、映画制作会社アメリカン・ゾエトロープ社を設立。ワーナー・ブラザースと7本の映画製作の契約を結ぶが、第1作目となるジョージ・ルーカス監督作の『THX 1138』の内容をワーナー幹部に酷評され、契約を破棄された上に勝手な編集を加えられ、公開された映画は興行的、批評的に失敗する。その結果、ゾエトロープ社とその社長のコッポラは危機に追い込まれる。

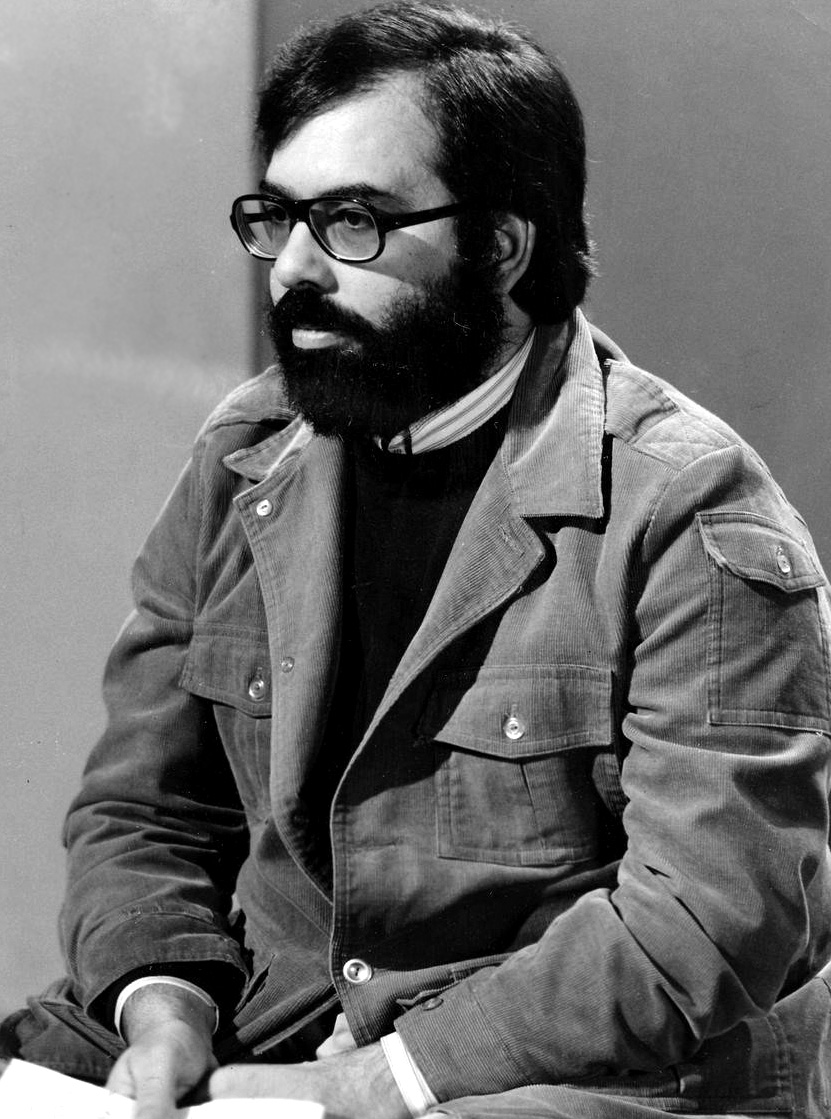
映画『ゴッドファーザー』や『地獄の黙示録』で名声を得た1970年代時期

1972年に自身が監督した『ゴッドファーザー』が公開され、当時の歴代世界興行収入ランキングで1位を記録。更に第45回アカデミー賞では作品賞を受賞し、自身も脚色賞を受賞。本作により、落ち目とされていたマーロン・ブランドはアカデミー主演男優賞受賞によって復活を果たし、アル・パチーノやロバート・デュヴァル、ジェームズ・カーンやダイアン・キートンの出世作ともなると同時に、コッポラ自身も会社の立て直しに成功する。本作の成功により経済的余裕ができたコッポラは、ルーカスが監督した『アメリカン・グラフィティ』（1973年）で製作を担当。前作の『THX 1138』での失敗を見事に跳ね返す成功となるが、ルーカスは同時に次作として温めていた企画である『スター・ウォーズ』に対するコッポラの介入を恐れるようになり、それを避けるためにジョセフ・コンラッドの『闇の奥』をベトナム戦争に置き換えた映画化企画（後に『地獄の黙示録』として発表）を無償で譲ることにした。
1974年、『ゴッドファーザー』の続編である『ゴッドファーザー PART II』と、自身のオリジナル脚本によるサスペンス映画『カンバセーション…盗聴…』が公開される。前者では当初は監督就任に乗り気ではなく、監督はマーティン・スコセッシに任せ、自身は製作として携わろうとしていた。しかし、パラマウント映画から無条件予算とファイナルカットを含めた全権を渡されたことから監督就任も含めた契約書にサインした。後者に関しては『ゴッドファーザー PART II』と同時期に制作していたため、録音担当のウォルター・マーチが編集作業にも携わった。公開後、前者は続編物としては唯一のアカデミー作品賞を受賞し、コッポラの父であるカーマイン・コッポラはアカデミー作曲賞を受賞。興行的にも大成功を収める。後者は興行的には失敗したものの、スリリングな演出と主演のジーン・ハックマンの演技が批評家からは大絶賛され、カンヌ国際映画祭でパルム・ドールを受賞。また、『ゴッドファーザー PART II』と共にアカデミー作品賞にダブルノミネートされることとなった。
1975年12月、コッポラは東映に「千葉真一とアル・パチーノの共演による映画を作りたい」と申し入れをしている。しかし岡田茂はこのオファーを断り、コッポラが望む映画製作は実現しなかった。
1979年、ルーカスから渡された企画を『地獄の黙示録』として発表する。本作はフィリピンの奥地で撮影されたが、自然災害や監督とキャストとの衝突、スタッフ間でのドラッグの蔓延により大幅にスケジュールが遅れ、コッポラも相次ぐトラブルから来るストレスによって倒れてしまう。しかし、撮影終了後、未完成のまま作品はカンヌ国際映画祭に出品され、物議を醸しながらも再びパルム・ドールを受賞。本国でも興行的に成功を収め、巨額の制作費を無事に回収する。また、その翌年には黒澤明の『影武者』の外国版プロデューサーとして参加し、資金を援助した。
1982年の『ワン・フロム・ザ・ハート』が興行的、批評的に失敗、経済的に苦しい立場に追い込まれ、1980年代以降、破産の債務整理をしながらナパのワイナリー等の事業展開、映画製作を続けた。
1983年、80年代の青春映画ブームの先駆けとなる『アウトサイダー』を公開し、マット・ディロン、トム・クルーズ等YAスターと呼ばれた若手人気スターを数多く輩出した。主題歌「Stay Gold」はこの映画のためにスティーヴィー・ワンダーが書き下ろし作曲は父のカーマイン・コッポラ、シングル発売はなくこの年、ラジオ局にファンのリクエストが殺到した。現在は数種類のベストアルバムに収録されている。
1990年、『ゴッドファーザー PART III』を発表。製作費$54,000,000に対して世界の興行収益は$136,861,392で1億ドルを超えたが批判が強かった。娘のソフィア・コッポラは知性と気品があったが身内のため中傷の的となった。受賞はなかったがアカデミー賞に作品賞、監督賞を含む7部門でノミネートされ、歌曲賞にノミネートされた父カーマイン・コッポラが映画公開の翌年4月死去した。
1992年、ゲイリー・オールドマン、 ウィノナ・ライダーを共演させ『ドラキュラ』を原作の枠組みの中で独自解釈を中心としたロマンス映画に仕上げ、そのグロテスクと耽美的芸術の極みの世界は、翌1993年の第65回アカデミー賞で衣裳デザイン賞（石岡瑛子）、メイクアップ賞、 音響効果編集賞を受賞、美術賞にノミネートされた。製作費4000万ドルに対し興行収入は全世界で2億1586万2666ドルを記録した 。
2000年以降は監督としての作品数は減ったものの、2003年には娘のソフィアが監督した『ロスト・イン・トランスレーション』で製作総指揮を務め、ソフィアがアカデミー脚本賞を受賞。親子3代でアカデミー賞受賞者となった。ソフィアは「SOMEWHERE」（10）でヴェネツィア国際映画祭の金獅子賞、『The Beguiled/ビガイルド 欲望のめざめ』(17) でカンヌ国際映画祭の監督賞を受賞した。
2020年、「ゴッドファーザーPARTIII」の全米公開30周年を記念して再編集した新バージョン『ゴッドファーザー 最終章 マイケル・コルレオーネの最期』を発表。4Kスキャンや新たなオープニング、エンディングシーン、音楽の追加等が行われた。元々エピローグとして制作されていたためタイトルを変更した 。流れが良く評価がかなり上がった
妻のエレノアとの死別が伝えられた2024年、ワイナリーの一部を売却して資金を調達し、超大作『メガロポリス』を完成させた。本作は配給会社が確定しないまま第77回カンヌ国際映画祭のコンペティション部門に出品され、9月にはアメリカ合衆国でも公開されたが、1億ドル以上の予算に対して1000万ドル強の興行収入しか得られず、自身もゴールデンラズベリー賞で最低監督賞を受賞する結果となった。
2025年4月、アメリカン・フィルム・インスティチュート（AFI）が主催するAFI生涯功労賞を受賞した。映画『ゴッドファーザー』のテーマ曲が流れる中のスタンディングオベーションの様子がAFIのInstagramで配信され、スティーヴン・スピルバーグ、ジョージ・ルーカスがプレゼンター、ロバート・デ・ニーロ、アル・パチーノ、ダスティン・ホフマン、ダイアン・レイン、C・トーマス・ハウエル、ラルフ・マッチオらが集結した。 6月18日のテレビ特別番組「AFI生涯功労賞：フランシス・フォード・コッポラへのトリビュート」の放送予定が発表された 。
6月13日に、18日のAFITV放送に合わせるように兄、AUGUST FLOYD COPPOLAについて異例の長文で絶大な影響と信頼をインスタグラムで声明として配信した。
8月5日に予定されていた心臓の手術が無事に終了したと報じられた。「コッポラは7月20日から『メガロポリス』の上映イベントのため北米6都市をめぐっており、8月1日にはサンフランシスコで質疑応答に登壇。週末にイタリアへ移動し、長年コッポラの治療を担当している心臓専門医のアンドレア・ナターレ医師による手術を受けたという。」7月中旬、イタリア南西のカラブリア州を「大切な新プロジェクトの視察のために」訪問したことを明かしていた。

## 作品
| 年         | 題名                                                                             | 役割 | 役割 | 役割 | 役割       | 役割 | 備考                                   |
| 年         | 題名                                                                             | 監督 | 脚本 | 製作 | 製作総指揮 | 音楽 | 備考                                   |
| ---------- | -------------------------------------------------------------------------------- | ---- | ---- | ---- | ---------- | ---- | -------------------------------------- |
| 1961       | グラマー 西部を荒らす Tonight for Sure                                           | Yes  | Yes  | Yes  | No         | No   |                                        |
| 1962       | 燃える惑星 大宇宙基地 Battle Beyond the Sun                                      | Yes  | No   | Yes  | No         | No   |                                        |
| 1963       | ディメンシャ13 Dementia 13                                                       | Yes  | Yes  | No   | No         | No   |                                        |
| 1965       | 雨のニューオリンズ This Property Is Condemned                                    | No   | Yes  | No   | No         | No   |                                        |
| 1966       | パリは燃えているか Paris, brûle-t-il?                                            | No   | Yes  | No   | No         | No   |                                        |
| 1967       | 大人になれば… You're a Big Boy Now                                               | Yes  | Yes  | No   | No         | No   |                                        |
| 1968       | フィニアンの虹 Finian's Rainbow                                                  | Yes  | No   | No   | No         | No   |                                        |
| 1969       | 雨のなかの女 The Rain People                                                     | Yes  | Yes  | No   | No         | No   |                                        |
| 1970       | パットン大戦車軍団 Patton                                                        | No   | Yes  | No   | No         | No   |                                        |
| 1971       | 不思議な村 The People                                                            | No   | No   | No   | Yes        | No   | テレビ映画                             |
| 1971       | THX 1138 THX-1138                                                                | No   | No   | No   | Yes        | No   |                                        |
| 1972       | ゴッドファーザー The Godfather                                                   | Yes  | Yes  | No   | No         | No   |                                        |
| 1973       | カンバセーション…盗聴… The Conversation                                          | Yes  | Yes  | Yes  | No         | No   |                                        |
| 1973       | アメリカン・グラフィティ American Graffiti                                       | No   | No   | Yes  | No         | No   |                                        |
| 1974       | ゴッドファーザー PART Ⅱ The Godfather Part II                                    | Yes  | Yes  | Yes  | No         | No   |                                        |
| 1974       | 華麗なるギャッツビー The Great Gatsby                                            | No   | Yes  | No   | No         | No   |                                        |
| 1977       | ゴッドファーザー テレビ完全版 The Godfather: The Complete Novel For Television   | Yes  | Yes  | Yes  | No         | No   | テレビミニシリーズ                     |
| 1979       | 地獄の黙示録 Apocalypse Now                                                      | Yes  | Yes  | Yes  | No         | Yes  |                                        |
| 1979       | ワイルド・ブラック/少年の黒い馬 The Black Stallion                               | No   | No   | No   | Yes        | No   |                                        |
| 1980       | 影武者 Kagemusha                                                                 | No   | No   | No   | Yes        | No   | 外国版                                 |
| 1981       | ゴッドファーザー 1901-1959/特別完全版 The Godfather 1902–1959: The Complete Epic | Yes  | Yes  | Yes  | No         | No   | テレビミニシリーズ                     |
| 1982       | ワン・フロム・ザ・ハート One From The Heart                                      | Yes  | Yes  | No   | No         | No   |                                        |
| 1982       | マジック・ボーイ The Escape Artist                                               | No   | No   | No   | Yes        | No   |                                        |
| 1982       | コヤニスカッツィ Koyaanisqatsi                                                   | No   | No   | Yes  | No         | No   |                                        |
| 1982       | ハメット Hammett                                                                 | No   | No   | No   | Yes        | No   |                                        |
| 1983       | アウトサイダー The Outsiders                                                     | Yes  | No   | Yes  | No         | No   |                                        |
| 1983       | ランブルフィッシュ Rumble Fish                                                   | Yes  | Yes  | No   | Yes        | No   |                                        |
| 1983       | ワイルド・ブラック2/黒い馬の故郷へ The Black Stallion Returns                    | No   | No   | No   | Yes        | No   |                                        |
| 1984       | コットンクラブ The Cotton Club                                                   | Yes  | Yes  | No   | No         | No   |                                        |
| 1985       | ペギー・スーの結婚 Peggy Sue Got Married                                         | Yes  | No   | No   | No         | No   |                                        |
| 1985       | ミシマ:ア・ライフ・イン・フォー・チャプターズ Mishima: A Life In Four Chapters   | No   | No   | No   | Yes        | No   |                                        |
| 1985       | SIGNAL 7/真夜中の遭難信号 Signal Seven                                           | No   | No   | No   | Yes        | No   |                                        |
| 1986       | キャプテンEO Captain EO                                                          | Yes  | No   | No   | No         | No   | ディズニーパークのアトラクション用映像 |
| 1986       | 友よ、風に抱かれて Gardens of Stone                                              | Yes  | No   | Yes  | No         | No   |                                        |
| 1987       | フェアリーテール・シアター / 『リップ・ヴァン・ウィンクル』 Faerie Tale Theatre  | Yes  | No   | No   | No         | No   | オムニバスのテレビシリーズ             |
| 1987       | タフガイは踊らない Tough Guys Don't Dance                                        | No   | No   | No   | Yes        | No   |                                        |
| 1988       | タッカー Tucker: The Man and His Dream                                           | Yes  | No   | No   | No         | No   |                                        |
| 1988       | ポワカッツィ Powaqqatsi                                                          | No   | No   | No   | Yes        | No   |                                        |
| 1989       | ニューヨーク・ストーリー New York Stories                                        | Yes  | Yes  | No   | No         | No   |                                        |
| 1989       | アウトサイダー2 The Outsiders: The Struggle Continues                            | No   | No   | No   | Yes        | No   | テレビ映画                             |
| 1990       | ゴッドファーザー PART Ⅲ The Godfather Part III                                   | Yes  | Yes  | Yes  | No         | No   |                                        |
| 1992       | ドラキュラ Bram Stoker's Dracula                                                 | Yes  | No   | Yes  | No         | No   |                                        |
| 1992       | ウインズ Wind                                                                    | No   | No   | No   | Yes        | No   |                                        |
| 1993       | 秘密の花園 The Secret Garden                                                     | No   | No   | No   | Yes        | No   |                                        |
| 1994       | フランケンシュタイン Frankenstein                                                | No   | No   | Yes  | No         | No   |                                        |
| 1994       | 官能 One Night Stand                                                             | No   | No   | No   | Yes        | No   |                                        |
| 1995       | 月下の恋 Haunted                                                                 | No   | No   | No   | Yes        | No   |                                        |
| 1995       | ドンファン Don Juan DeMarco                                                      | No   | No   | Yes  | No         | No   |                                        |
| 1995       | ミ・ファミリア My Family                                                         | No   | No   | No   | Yes        | No   |                                        |
| 1995       | マスター・アンド・ウォリアー Kidnapped                                           | No   | No   | No   | Yes        | No   | テレビ映画                             |
| 1995       | パラドッグス White Dwarf                                                         | No   | No   | No   | Yes        | No   | テレビ映画                             |
| 1996       | ジャック Jack                                                                    | Yes  | No   | Yes  | No         | No   |                                        |
| 1996       | ダークエンジェル/暗黒の殺人連鎖 Dark Angel                                       | No   | No   | No   | Yes        | No   | テレビ映画                             |
| 1997       | レインメーカー The Rainmaker                                                     | Yes  | Yes  | No   | No         | No   |                                        |
| 1997       | バディ Buddy                                                                     | No   | No   | No   | Yes        | No   |                                        |
| 1997       | アバランチ2/雪崩 Survival on the Mountain                                        | No   | No   | No   | Yes        | No   |                                        |
| 1997       | オデッセイ The Odyssey                                                           | No   | No   | No   | Yes        | No   | テレビ映画                             |
| 1998       | モビー・ディック Moby Dick                                                       | No   | No   | No   | Yes        | No   | テレビ映画                             |
| 1998       | アウトレイジ/連鎖脅迫 Outrage                                                    | No   | No   | No   | Yes        | No   | テレビ映画                             |
| 1998 -2001 | ファースト・ウェイブ First Wave                                                  | No   | No   | No   | Yes        | No   | テレビシリーズ                         |
| 1999       | ヴァージン・スーサイズ The Virgin Suicides                                       | No   | No   | Yes  | No         | No   |                                        |
| 1999       | スリーピー・ホロウ Sleepy Hollow                                                 | No   | No   | No   | Yes        | No   |                                        |
| 1999       | 奇蹟の詩 サード・ミラクル The Third Miracle                                      | No   | No   | No   | Yes        | No   |                                        |
| 1999       | タイガー&ドラゴン 伝説降臨 Dr. Jekyll and Mr. Hyde                               | No   | No   | No   | Yes        | No   |                                        |
| 2000       | スーパーノヴァ Supernova                                                         | Yes  | No   | No   | No         | No   | クレジットなし                         |
| 2001       | 地獄の黙示録・特別完全版 Apocalypse Now Redux                                    | Yes  | Yes  | Yes  | No         | Yes  |                                        |
| 2001       | ジーパーズ・クリーパーズ Jeepers Creepers                                        | No   | No   | No   | Yes        | No   |                                        |
| 2001       | No Such Thing                                                                    | No   | No   | No   | Yes        | No   |                                        |
| 2001       | CQ                                                                               | No   | No   | No   | Yes        | No   |                                        |
| 2002       | 愛と暗殺のタンゴ Assassination Tango                                             | No   | No   | No   | Yes        | No   |                                        |
| 2003       | ロスト・イン・トランスレーション Lost in Translation                             | No   | No   | No   | Yes        | No   |                                        |
| 2003       | ヒューマン・キャッチャー/JEEPERS CREEPERS 2 Jeepers Creepers 2                   | No   | No   | No   | Yes        | No   |                                        |
| 2004       | 愛についてのキンゼイ・レポート Kinsey                                            | No   | No   | No   | Yes        | No   |                                        |
| 2006       | マリー・アントワネット Marie Antoinette                                          | No   | No   | No   | Yes        | No   |                                        |
| 2006       | グッド・シェパード The Good Shepherd                                             | No   | No   | No   | Yes        | No   |                                        |
| 2007       | コッポラの胡蝶の夢 Youth Without Youth                                           | Yes  | Yes  | Yes  | No         | No   |                                        |
| 2007       | 4400 未知からの生還者 The 4400                                                   | No   | No   | No   | Yes        | No   | シーズン4 テレビシリーズ               |
| 2009       | テトロ 過去を殺した男 Tetro                                                      | Yes  | Yes  | Yes  | No         | No   |                                        |
| 2010       | SOMEWHERE Somewhere                                                              | No   | No   | No   | Yes        | No   |                                        |
| 2011       | Virginia/ヴァージニア Twixt                                                      | Yes  | Yes  | Yes  | No         | No   |                                        |
| 2012       | オン・ザ・ロード On the Road                                                     | No   | No   | No   | Yes        | No   |                                        |
| 2013       | ブリングリング The Bling Ring                                                    | No   | No   | No   | Yes        | No   |                                        |
| 2024       | メガロポリス Megalopolis                                                         | Yes  | Yes  | Yes  | No         | No   |                                        |

### 出演
| 年   | 題名                                                                                   | 役名                 | 備考                                                |
| ---- | -------------------------------------------------------------------------------------- | -------------------- | --------------------------------------------------- |
| 1962 | 戦場の追跡 War Hunt                                                                    | 陸軍のトラック運転手 | クレジットなし                                      |
| 1963 | ヤングレーサー The Young Racers                                                        | 不明                 | クレジットなし                                      |
| 1979 | 地獄の黙示録 Apocalypse Now                                                            | テレビ・ディレクター | クレジットなし                                      |
| 1991 | ハート・オブ・ダークネス/コッポラの黙示録 Hearts of Darkness: A Filmmaker's Apocalypse | 本人                 | ドキュメンタリー映画                                |
| 2003 | アメリカン・ニューシネマ 反逆と再生のハリウッド史 A Decade Under the Influence (film)  | 本人                 | ドキュメンタリー映画                                |
| 2013 | パロアルト・ストーリー Palo Alto                                                       | 不明                 | 声の出演（クレジットなし） ジア・コッポラ初監督作品 |

## 受賞
| 賞                                 | 年     | 作品                                            | 部門                                 | 結果       |
| ---------------------------------- | ------ | ----------------------------------------------- | ------------------------------------ | ---------- |
| アカデミー賞                       | 1970年 | パットン大戦車軍団                              | 脚本賞                               | 受賞       |
| アカデミー賞                       | 1972年 | ゴッドファーザー                                | 作品賞                               | 受賞       |
| アカデミー賞                       | 1972年 | ゴッドファーザー                                | 脚色賞                               | 受賞       |
| アカデミー賞                       | 1972年 | ゴッドファーザー                                | 監督賞                               | ノミネート |
| アカデミー賞                       | 1973年 | アメリカン・グラフィティ                        | 作品賞                               | ノミネート |
| アカデミー賞                       | 1974年 | ゴッドファーザー PART II                        | 作品賞                               | 受賞       |
| アカデミー賞                       | 1974年 | ゴッドファーザー PART II                        | 監督賞                               | 受賞       |
| アカデミー賞                       | 1974年 | ゴッドファーザー PART II                        | 脚色賞                               | 受賞       |
| アカデミー賞                       | 1974年 | カンバセーション…盗聴…                          | 作品賞                               | ノミネート |
| アカデミー賞                       | 1974年 | カンバセーション…盗聴…                          | 脚本賞                               | ノミネート |
| アカデミー賞                       | 1979年 | 地獄の黙示録                                    | 作品賞                               | ノミネート |
| アカデミー賞                       | 1979年 | 地獄の黙示録                                    | 監督賞                               | ノミネート |
| アカデミー賞                       | 1979年 | 地獄の黙示録                                    | 脚色賞                               | ノミネート |
| アカデミー賞                       | 1990年 | ゴッドファーザー PART III                       | 作品賞                               | ノミネート |
| アカデミー賞                       | 1990年 | ゴッドファーザー PART III                       | 監督賞                               | ノミネート |
| アカデミー賞                       | 2010年 | -                                               | アービング・G・タルバーグ賞          | 受賞       |
| AFI賞                              | 2025年 | -                                               | 生涯功労賞                           | 受賞       |
| カンヌ国際映画祭                   | 1967年 | 大人になれば…                                   | パルム・ドール                       | ノミネート |
| カンヌ国際映画祭                   | 1974年 | カンバセーション…盗聴…                          | パルム・ドール                       | 受賞       |
| カンヌ国際映画祭                   | 1974年 | カンバセーション…盗聴…                          | エキュメニカル審査員賞 特別賞        | 受賞       |
| カンヌ国際映画祭                   | 1979年 | 地獄の黙示録                                    | パルムドール                         | 受賞       |
| カンヌ国際映画祭                   | 1979年 | 地獄の黙示録                                    | 国際批評家連盟賞                     | 受賞       |
| ヴェネチア国際映画祭               | 1992年 | -                                               | 栄誉金獅子賞                         | 受賞       |
| ベルリン国際映画祭                 | 1991年 | -                                               | ベルリナーレ・カメラ（功労賞）       | 受賞       |
| ゴールデン・グローブ賞             | 1972年 | ゴッドファーザー                                | 作品賞（ドラマ部門）                 | 受賞       |
| ゴールデン・グローブ賞             | 1972年 | ゴッドファーザー                                | 監督賞                               | 受賞       |
| ゴールデン・グローブ賞             | 1972年 | ゴッドファーザー                                | 脚本賞                               | 受賞       |
| ゴールデン・グローブ賞             | 1973年 | アメリカン・グラフィティ                        | 作品賞（ミュージカル・コメディ部門） | 受賞       |
| ゴールデン・グローブ賞             | 1974年 | ゴッドファーザー PART II                        | 作品賞（ドラマ部門）                 | ノミネート |
| ゴールデン・グローブ賞             | 1974年 | ゴッドファーザー PART II                        | 監督賞                               | ノミネート |
| ゴールデン・グローブ賞             | 1974年 | ゴッドファーザー PART II                        | 脚本賞                               | ノミネート |
| ゴールデン・グローブ賞             | 1974年 | カンバセーション…盗聴…                          | 作品賞（ドラマ部門）                 | ノミネート |
| ゴールデン・グローブ賞             | 1974年 | カンバセーション…盗聴…                          | 監督賞                               | ノミネート |
| ゴールデン・グローブ賞             | 1974年 | カンバセーション…盗聴…                          | 脚本賞                               | ノミネート |
| ゴールデン・グローブ賞             | 1979年 | 地獄の黙示録                                    | 監督賞                               | 受賞       |
| ゴールデン・グローブ賞             | 1979年 | 地獄の黙示録                                    | 作曲賞                               | 受賞       |
| ゴールデン・グローブ賞             | 1984年 | コットンクラブ                                  | 監督賞                               | ノミネート |
| ゴールデン・グローブ賞             | 1990年 | ゴッドファーザー PART III                       | 監督賞                               | ノミネート |
| ゴールデン・グローブ賞             | 1990年 | ゴッドファーザー PART III                       | 脚本賞                               | ノミネート |
| ニューヨーク映画批評家協会賞       | 1972年 | ゴッドファーザー                                | 作品賞                               | ノミネート |
| ニューヨーク映画批評家協会賞       | 1972年 | ゴッドファーザー                                | 監督賞                               | ノミネート |
| ニューヨーク映画批評家協会賞       | 1972年 | ゴッドファーザー                                | 脚本賞                               | ノミネート |
| ニューヨーク映画批評家協会賞       | 1974年 | カンバセーション…盗聴…                          | 脚本賞                               | ノミネート |
| ニューヨーク映画批評家協会賞       | 1974年 | ゴッドファーザー PART II                        | 作品賞                               | ノミネート |
| ニューヨーク映画批評家協会賞       | 1974年 | ゴッドファーザー PART II                        | 監督賞                               | ノミネート |
| 全米映画批評家協会                 | 1972年 | ゴッドファーザー                                | 監督賞                               | ノミネート |
| 全米映画批評家協会                 | 1972年 | ゴッドファーザー                                | 脚本賞                               | ノミネート |
| 全米映画批評家協会                 | 1974年 | カンバセーション…盗聴… ゴッドファーザー PART II | 監督賞                               | 受賞       |
| 全米監督協会賞                     | 1972年 | ゴッドファーザー                                | 長編映画監督賞                       | 受賞       |
| 全米監督協会賞                     | 1974年 | ゴッドファーザー PART II                        | 長編映画監督賞                       | 受賞       |
| 全米監督協会賞                     | 1974年 | カンバセーション…盗聴…                          | 長編映画監督賞                       | ノミネート |
| 全米監督協会賞                     | 1998年 | -                                               | 生涯功績賞                           | 受賞       |
| 全米脚本家組合賞                   | 1967年 | 大人になれば…                                   | コメディ脚本賞（映画部門）           | ノミネート |
| 全米脚本家組合賞                   | 1970年 | パットン大戦車軍団                              | 脚本賞（映画部門）                   | 受賞       |
| 全米脚本家組合賞                   | 1972年 | ゴッドファーザー                                | 脚色賞（映画部門）                   | 受賞       |
| 全米脚本家組合賞                   | 1974年 | ゴッドファーザー PART II                        | 脚色賞（映画部門）                   | 受賞       |
| 全米脚本家組合賞                   | 1974年 | カンバセーション…盗聴…                          | 脚本賞（映画部門）                   | ノミネート |
| 全米脚本家組合賞                   | 1979年 | 地獄の黙示録                                    | 脚本賞（映画部門）                   | ノミネート |
| 全米撮影監督協会賞                 | 1998年 | -                                               | 理事会賞                             | 受賞       |
| ナショナル・ボード・オブ・レビュー | 1974年 | カンバセーション…盗聴…                          | 監督賞                               | 受賞       |
| ナショナル・ボード・オブ・レビュー | 1997年 | -                                               | ビリー・ワイルダー賞                 | 受賞       |
| 英国アカデミー賞                   | 1974年 | カンバセーション…盗聴…                          | 監督賞                               | ノミネート |
| 英国アカデミー賞                   | 1974年 | カンバセーション…盗聴…                          | 脚本賞                               | ノミネート |
| 英国アカデミー賞                   | 1979年 | 地獄の黙示録                                    | 監督賞                               | 受賞       |
| 英国アカデミー賞                   | 1979年 | 地獄の黙示録                                    | アンソニー・アスキス賞（作曲賞）     | ノミネート |
| モスクワ国際映画祭                 | 1983年 | アウトサイダー                                  | 金賞                                 | ノミネート |
| モスクワ国際映画祭                 | 1987年 | 友よ、風に抱かれて                              | 金賞                                 | ノミネート |
| サン・セバスティアン国際映画祭     | 1969年 | 雨のなかの女                                    | ゴールデン・シェル（最優秀映画賞）   | 受賞       |
| サン・セバスティアン国際映画祭     | 1984年 | ランブルフィッシュ                              | OCIC賞                               | 受賞       |
| サン・セバスティアン国際映画祭     | 1984年 | ランブルフィッシュ                              | 国際映画批評家連盟賞                 | 受賞       |
| サン・セバスティアン国際映画祭     | 2002年 | -                                               | 50周年特別賞                         | 受賞       |
| テッサロニキ国際映画祭             | 2005年 | -                                               | ゴールデン・アレクサンダー名誉賞     | 受賞       |
| セザール賞                         | 1979年 | 地獄の黙示録                                    | 外国映画賞                           | ノミネート |
| ダヴィッド・ディ・ドナテッロ賞     | 1973年 | ゴッドファーザー                                | 外国作品賞                           | 受賞       |
| ダヴィッド・ディ・ドナテッロ賞     | 1980年 | 地獄の黙示録                                    | 外国監督賞                           | 受賞       |
| ダヴィッド・ディ・ドナテッロ賞     | 1981年 | 影武者                                          | 外国プロデューサー賞                 | 受賞       |
| リンカーン・センター映画協会       | 2002年 | -                                               | Chaplin Award Gala                   | 受賞       |
| サテライト賞                       | 2001年 | -                                               | メアリー・ピックフォード賞           | 受賞       |
| エドガー賞                         | 1974年 | カンバセーション…盗聴…                          | 脚本賞（映画部門）                   | ノミネート |
| サターン賞                         | 1992年 | ドラキュラ                                      | 監督賞                               | 受賞       |
| ヒューゴー賞                       | 1993年 | ドラキュラ                                      | 映像部門                             | ノミネート |
| グラミー賞                         | 1980年 | 地獄の黙示録                                    | 映画・テレビサウンドトラック部門     | ノミネート |
| プライムタイム・エミー賞           | 1997年 | オデッセイ                                      | 作品賞 (ミニシリーズ部門)            | ノミネート |
| プライムタイム・エミー賞           | 1998年 | モビー・ディック                                | 作品賞 (ミニシリーズ部門)            | ノミネート |

- 2013年 高松宮殿下記念世界文化賞（演劇・映像部門）[31][32][33]
- 2015年 アストゥリアス皇太子賞（芸術部門）

## ワイン

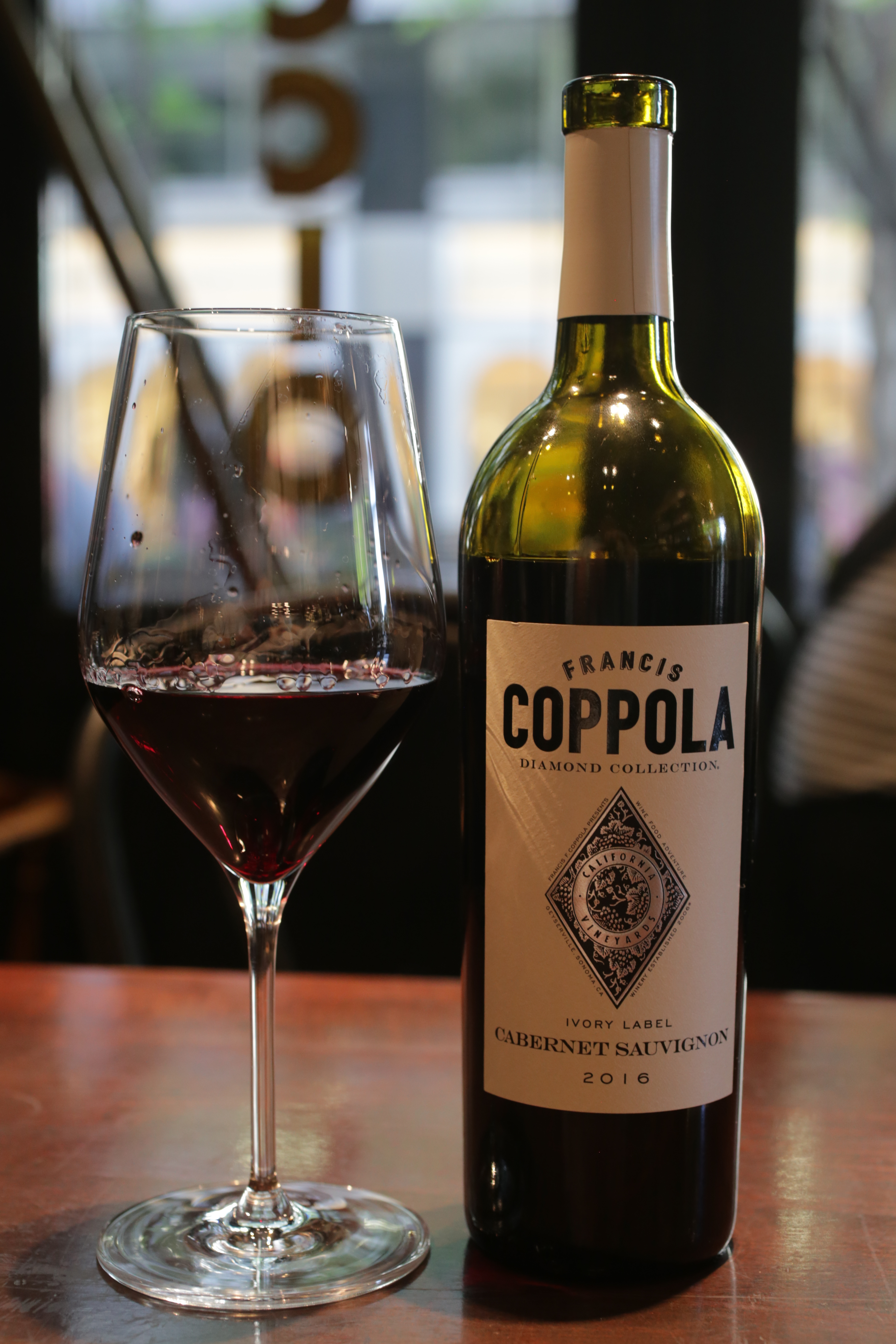
コッポラワイナリー産の「カベルネ・ソーヴィニョン」

1975年からニーバム・エステートの土地の一部を購入してワイン造りを始めている。カリフォルニア州ナパバレーでニバウム・コッポラ・ワイナリーを経営し、「ルビコン」ワインは世界的評価を受けた。ジョージ・ルーカスのスカイウォーカーランチと提携して「スカイウォーカー」ワインも販売している。1994年からロビン・ウィリアムズとロバート・デ・ニーロと、サンフランシスコにある「ルビコン・レストラン」の共同経営にあたった。同レストランは2008年8月に閉店した。